# Ceryx flaviplagia
Ceryx flaviplagia är en fjärilsart som beskrevs av George Francis Hampson 1898. Ceryx flaviplagia ingår i släktet Ceryx och familjen björnspinnare. Inga underarter finns listade i Catalogue of Life.